# Lázeňské lesy v Karlových Varech
Lázeňské lesy v Karlových Varech nebo též karlovarské lázeňské lesy leží v okolí města Karlovy Vary a jsou jeho neodmyslitelnou součástí. Především jsou však významným činitelem samotné lázeňské léčby. Rozkládají se na rozloze 2190 hektarů a celková délka lesních vycházkových cest zde činí více než 100 km.

## Historie
V roce 1325 je poprvé zmiňována osada Obora. Tehdy král Jan Lucemburský udělil léna na lesní pozemky svému manovi Kojatovi z Otnavic, aby na místě, kde již tehdy stál kostel sv. Linharta, založil novou osadu. V roce 1370 Oboru i nedaleké Drahovice včetně okolních lesů věnoval císař Karel IV. nově vzniklému městu u Vřídla.
Do té doby se zde rozkládal neprostupný divoký les, součást pohraničního hvozdu, kam občas pronikly pouze lovci zvěře. Po založení města přicházeli noví osadníci a začalo mýcení lesů. Prakticky všechny vzrostlé stromy v okolí města byly spotřebovány na stavby, výrobu různých předmětů a též na palivo. V polovině 16. století došlo k dalšímu rozšíření lesů vzhledem ke spojení města s obcemi Tuhnice i Dolní a Horní Dvory. Následovala ještě dohoda o odkoupení části lesů od sousedního panství Kyselka. Téměř do 18. století se na lesy pohlíželo pouze jako na zdroj stavebního a palivového materiálu.
Město postihlo několik velkých katastrof (požáry, povodně, vichřice, škůdci – kůrovec, obaleč jedlový). Výstavba města po velkém požáru v roce 1604 vyčerpala lesy natolik, že v nich městská rada nemohla najít ani 30 stromů na opravu mostů. Koncem 17. století se však jejich stav zlepšil a Karlovarští mohli pravidelně dostávat roční příděly paliva. Až počátkem 19. století však město začalo s lesy skutečně lépe hospodařit. Správu převzal „Městský lesní úřad“ a pro těžbu začala platit různá omezení. Zákazy postihly pasení dobytka či dolování uhlí. Lesní holiny se začaly systematicky zalesňovat a město pro svůj pozemkový majetek vykupovalo nové pozemky od soukromých vlastníků. Poprvé byl patrný i zřetel estetický.
Na rozvoji a užívání lesa má velkou zásluhu lázeňský lékař David Becher (1725–1792), který první doporučoval procházky v lese jako významnou součást léčebné kúry. Spolupůsobil také vliv éry romantismu, záliba v objevování krajiny a přírody, móda zřizování anglických parků ap.
V lesích se začaly budovat nové promenádní cesty. První lesní cestu určenou výhradně k vycházkám nechal zbudovat ve druhé polovině 18. století kancléř Marie Terezie hrabě Jan Rudolf Chotek. Vedla ve stráni od Mariánské kaple nad dnešním hotelem Pupp pod skály Jeleního skoku. Významnou roli zde sehráli mecenáši, lázeňští hosté ze zámožných rodin. Velké zásluhy na této aktivitě má skotský hrabě James Ogilvie Findlater (1750–1811). V Karlových Varech byl poprvé v roce 1793. Nechal vybudovat mnoho cest, vyhlídková místa, altánky a sedátka. Tohoto šlechtice v lesích dodnes připomíná Findlaterův obelisk, který nechali v roce 1804 postavit vděční obyvatelé města na jeho počest. Také jedna z lesních cest nese jeho jméno. Vychází z údolí řeky Teplé od Galerie umění a přes nejstarší altán v karlovarských lesích Findlaterův vede až k obelisku.
Před první světovou válkou městu patřily lesy v okruhu zhruba dvou hodin chůze. Hustá síť vycházkových cest dosáhla délky 130 km. Počaly se stavět i místa k odpočinku, restaurace či kavárny, a postupně vzniklo na kopcích nad městem pět rozhleden:
- vyhlídka císaře Františka Josefa na Hamerském vrchu – vyhlídka Karla IV. (1877)
- vyhlídkový gloriet na Vítkově hoře (1889)
- Štěpánčina rozhledna na Věčném životě – Goethova vyhlídka (1889)
- rozhledna na Doubské hoře/Aberg (1905)
- rozhledna Diana na Výšině přátelství (1914)

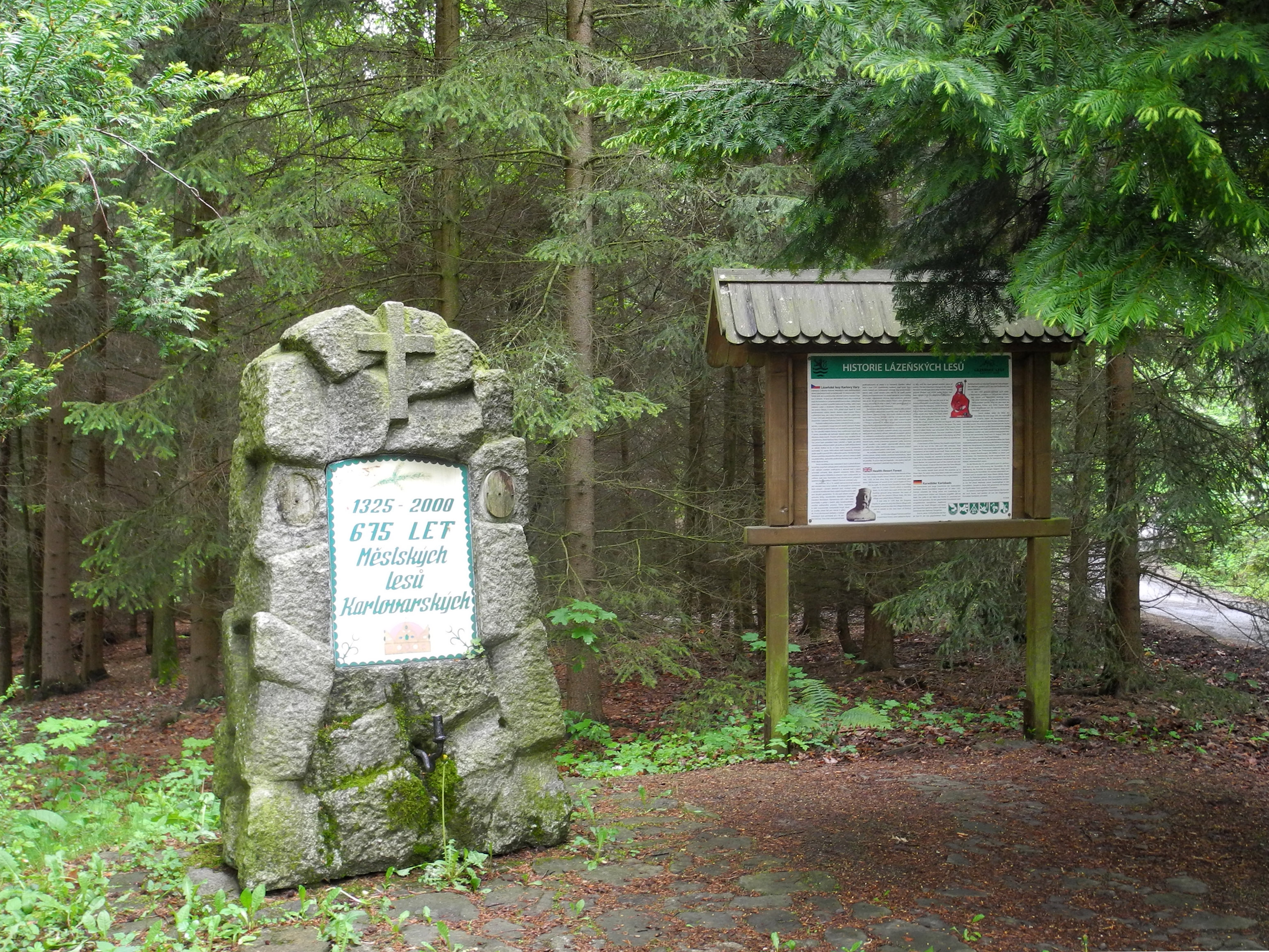
Pomník 675 let Městských lesů Karlovarských, foto květen 2019

V návaznosti na výstavbu lesních promenád se zde ujal zvyk umisťovat podél těchto cest děkovné, obdivné a oslavné nápisy vděčných lázeňských hostů. Mnozí hosté také sponzorovali v lesích stavbu či opravu objektů. Ty pak nesly a stále nesou mecenášovo jméno jako již zmíněný Findlaterův altán, Mayerův gloriet či Wolfovo sedátko. V lesích lze najít i mnoho křížků a kapliček. Ty zde nechávali zřizovat zbožní lázenští hosté nebo jejich příbuzní či přátelé jako poděkování za vyléčení. Mariánská kaple, Schwarzova kaple, Lesní pobožnost, Keglevičův kříž, Rohanův kříž, Vavřinecká kaple, kaple Ecce homo, Kniha jsou některé z nich.
Po 1. světové válce spolu s vrcholnou érou lázní skončila i vrcholná éra karlovarských lázeňských lesů. Od té doby zůstala podoba a struktura lesních cest téměř nezměněna. Přesto jsou lesy a jejich romantická místa jak výletníky, tak lázeňskými hosty stále hojně navštěvovány.
Východním směrem od města, kousek od areálu svatý Linhart stojí v lese u cesty pomník v podobě mohyly postavený v roce 2000 k výročí 675 let Městských lesů Karlovarských. Toto období je počítáno od roku 1325, kdy byly poprvé místní lesnaté pozemky písemně zmíněny.

## Správa lesů
V období po 2. světové válce patřila správa karlovarských lesů krátký čas pod Technické služby města. Od 1. ledna 1969 pak jejich údržbu převzala nově zřízená samostatná organizace s názvem Lázeňské lesy. Ta se později z rozpočtové organizace přeměnila na příspěvkovou s názvem Lázeňské lesy Karlovy Vary, příspěvková organizace.
V roce 2023 byla organizace Lázeňské lesy Karlovy Vary sloučena s příspěvkovou organizací Správa lázeňských parků a od 1. února 2023 vznikla nová městská společnost nesoucí název Lázeňské lesy a parky Karlovy Vary.